# Палата депутатів Аргентини
Палата депутатів Аргентини (ісп. Cámara de Diputados de la Nación Argentina) — нижня палата Національного конгресу Аргентини.
Вибори до Палати депутатів відбуваються за методом д'Ондта прямим голосуванням. Половина Палати депутатів (127 членів) оновлюється кожні два роки. Термін служби народного обранця — 4 роки. Кількість обрань на посаду депутата необмежена.
Кожен громадянин Аргентини може бути обраний до Палати депутатів, якщо йому виповнилося 25 років, він має громадянство не менше 4 років, походить з провінції, від якої обирається, та живе в ній безперервно не менше 2 років. Депутат не може працювати у виконавчій владі або бути священиком.
Палата депутатів може виступати з ініціативою щодо розгляду проектів законів щодо податків і призову в армію, отримувати пропозиції законів з народу та ініціювати їх громадське обговорення, висловлювати недовіру президенту, віце-президенту, прем'єр-міністру, міністрам, членам Верховного Суду, позбавляти мандатів своїх членів, визначати свій регламент тощо.
Засідання Палати депутатів проходять у Палаці Національного конгресу Аргентини. 1984 року також було споруджено додаткову будівлю (Прибудова А), де розташовані депутатські служби, комісії тощо. 2005 року почалося спорудження Прибудови С, яке завершилося 2011 року. Тоді ж почалося будівництво прибудови D, яке триває досі.

## Представництво від провінцій Аргентини у Палаті депутатів
Загальна кількість місць у Палаті депутатів і кількість представників від кожної провінції залежить від результатів перепису населення і переглядається кожні 10 років. Згідно з законом 1 депутат має приходитися на 33 тисячі аргентинців. Нині у Палаті депутатів 257 місць.
| Адміністративна одиниця  | Депутатів |
| ------------------------ | --------- |
| Буенос-Айрес             | 25        |
| Буенос-Айрес (провінція) | 70        |
| Катамарка                | 5         |
| Чако                     | 7         |
| Чубут                    | 5         |
| Кордова                  | 18        |
| Коррієнтес               | 7         |
| Ентре-Ріос               | 9         |
| Формоса                  | 5         |
| Жужуй                    | 6         |
| Ла-Пампа                 | 5         |
| Ла-Ріоха                 | 5         |
| Мендоса                  | 10        |
| Місьйонес                | 7         |
| Неукен                   | 5         |
| Ріо-Негро                | 5         |
| Сальта                   | 7         |
| Сан-Хуан                 | 6         |
| Сан-Луїс                 | 5         |
| Санта-Крус               | 5         |
| Санта-Фе                 | 19        |
| Сантьяго-дель-Естеро     | 7         |
| Вогняна Земля            | 5         |
| Тукуман                  | 9         |

## Нинішній склад
22 жовтня 2023 року відбулися парламентські вибори до Конгресу, на яких було оновлено половину (127) членів Палати депутатів. Новообрані парламентарії заступили на посади 10 грудня того ж року.
Політичні партії і блоки, які мають представництво у Палаті депутатів у 2023—2025 роках:
- 99 місць — Союз за Батьківщину
- 41 місце — La Libertad Avanza
- 37 місць — Республіканська пропозиція
- 34 місця — Громадянський радикальний союз
- 16 місць — Hacemos Coalición Federal
- 8 місць — Innovación Federal
- 6 місць — Coalición Cívica
- 5 місць — Frente de Izquierda y de Trabajadores Unidad
- 3 місця — Independencia
- 2 місця — Buenos Aires Libre
- 2 місця — Por Santa Cruz
- 2 місця — Producción y Trabajo
- 1 місце — Movimiento Popular Neuquino
- 1 місце — CREO

## Президенти Палати депутатів
- 1983 — 1989: Хуан Карлос Пульєсе (Провінція Буенос-Айрес, Громадянський радикальний союз)
- 1989 — 1989: Леопольдо Рауль Моро (Провінція Буенос-Айрес, Громадянський радикальний союз)
- 1989 — 1999: Альберто П'єррі (Провінція Буенос-Айрес, Хустисіалістська партія)
- 1999 — 2001: Рафаель Паскуаль (Місто Буенос-Айрес, Громадянський радикальний союз)
- 2001 — 2005: Едуардо Каманьйо (Провінція Буенос-Айрес, Хустисіалістська партія)
- 2005 — 2007: Альберто Балестріні (Провінція Буенос-Айрес, Фронт за перемогу)
- 2007 — 2011: Едуард Феллнер (Провінція Жужуй, Фронт за перемогу)
- 2011 — 2015: Хуліан Домінгес (Провінція Буенос-Айрес, Фронт за перемогу)
- 2015 — донині: Еміліо Монсо (Провінція Буенос-Айрес, Республіканська пропозиція)